# دارقيس (أسلم)

تعديل مصدري - تعديل

دارقيس هي إحدى قرى عزلة أسلم الوسط بمديرية أسلم التابعة لمحافظة حجة، بلغ تعداد سكانها 541 نسمة حسب تعداد اليمن لعام 2004.